# Neocrex
Neocrex é um género de ave da família Rallidae.

## Espécies
Este género contém as seguintes espécies:
- Neocrex colombiana
- Neocrex erythrops